# Christoph Staewen
Christoph Staewen (* 24. Juli 1926 in Berlin; † 26. April 2002) war ein deutscher Arzt für innere Medizin, Psychiatrie, Neurologie und Psychotherapie und ein Schriftsteller.

## Leben
Christoph Staewen war der Sohn von Werner Staewen und Gertrud Staewen, geb. Ordemann (1894–1987). Seine Mutter war die Schwester von Hilda Heinemann und somit Schwägerin von Gustav Heinemann.
Nach Kriegsteilnahme und Kriegsgefangenschaft studierte Staewen in Freiburg und Mainz Medizin und wurde 1951 in Mainz promoviert. In den Jahren 1952 und 1953 engagierte sich Staewen zeitweilig in der Politik. Er kandidierte für die Gesamtdeutsche Volkspartei (GVP) bei der Bundestagswahl 1953. Im Gegensatz zu seinem seinerzeitigen Mitstreiter Erhard Eppler kehrte er nach dem Scheitern der GVP der Politik den Rücken und widmete sich wieder seinem Beruf als Arzt. Staewen arbeitete in den Folgejahren als Facharzt für Psychiatrie. Mit seinem Chef Hans Ruffin war er u. a. als Gutachter im Pommerenke-Prozess tätig.
Im Jahr 1964 unternahm Staewen mit Friderun Schönberg eine Studienreise ins Tibestigebirge im Tschad. In den Folgejahren arbeitete er als Allgemeinarzt in Niger, Kongo und Tschad. Im Auftrag des Entwicklungshilfeministeriums unter dem Minister Erhard Eppler sollte Staewen Anfang der 70er Jahre im Tibesti-Gebirge in der Stadt Bardaï eine Krankenstation aufbauen. Im Jahr 1974 wurde er dort zusammen mit der französischen Archäologin Françoise Claustre und dem französischen Entwicklungshelfer Marc Combe als Geisel gefangen genommen. Damals griff eine von dem späteren Präsidenten Hissène Habré angeführte Rebellengruppe die Stadt Bardaï an, eine Kleinstadt mit 1500 Einwohnern im Nordwesten des Tschad. Bei dieser Aktion, die internationale Aufmerksamkeit erregte, kamen mehrere Menschen ums Leben, u. a. auch Staewens Ehefrau Elfriede.

## Veröffentlichungen
- Die Bedeutung aggressiver Straftaten bei einem schwachsinnigen Psychopathen. Dissertation, Mainz 1951.
- Eine Fahrt ins Tibesti. Verlag G. Richter, 1. Auflage 2005, ISBN 3-00-015063-3 (Reisebericht aus dem Frühjahr 1964).
- mit Friderun Schönberg: Ifa, das Wort der Götter. Orakeltexte der Yoruba in Nigeria. 1981, ISBN 3-515-03604-0.
- mit Gabriele Richter und Rupert Neudeck: Zusammenarbeit mit Afrikanern. Kulturelle und psychologische Bedingungen. decora-Verlag; 2009 (Neuauflage), ISBN 978-3-941115-00-2.